# 拜爾利山
拜爾利山（英語：Mount Byerly），是南極洲的山峰，位於埃爾斯沃思地，屬於納什山的一部分，在1958年12月10日由美國探險隊繪入地圖，現時由南極條約體系管理。